# Nun Monkton
Nun Monkton är en by och en civil parish i North Yorkshire i England. Orten har 173 invånare (2011). Byn nämndes i Domedagsboken (Domesday Book) år 1086, och kallades då Monechetone/Monuchetone.